# Screaming Bloody Murder
Screaming Bloody Murder ist das fünfte Studioalbum der kanadischen Rockband Sum 41. Es wurde am 25. März 2011 zuerst in Australien veröffentlicht. In Europa kam das Album drei Tage später heraus und einen weiteren Tag später erst in den USA. Es ist das erste Album seit der Veröffentlichung von Underclass Hero 2007 und mit diesem bereits das zweite, das vom Sänger Deryck Whibley produziert wurde. Es ist an einigen Stellen Metal-lastiger als die Vorgänger, enthält aber auch einige Balladen. Erstmals experimentieren Sum 41 mit unkonventionellen Songstrukturen (insbesondere in den drei aufeinander folgenden Songs Holy Image of Lies, Sick of Everyone und Happiness Machine, die laut Liner Notes eine Trilogie namens A Dark Road Out of Hell bilden), welche das Strophe-Refrain-Strophe-Schema üblicher Rocksongs aufbrechen (weitere Beispiele sind Reason to Believe und Skumfuk). Die Songs Time for You to Go und Baby You Don't Wanna Know weisen hingegen eher Merkmale des Garage Rock auf.

## Hintergründe
Obwohl Tour Gitarrist Tom Thacker nun offizielles Mitglied der Band ist und bei der ersten gleichnamigen Single als Co-Produzent eingetragen ist, spielte Sänger Deryck Whibley alle Lieder selbst ein. Ursprünglich war die Veröffentlichung einer EP im Jahre 2009 geplant, welche jedoch verschoben wurde. Kurz darauf entschlossen sie sich jedoch, ein ganzes Album aufzunehmen.
Im November 2009 wurde der berühmte Produzent Gil Norton (Pixies, Jimmy Eat World, Foo Fighters) beauftragt, das Album zu produzieren, jedoch eine Woche nach Start der Aufnahmen wieder entlassen, woraufhin Whibley die Produktion selbst in die Hand nahm.
Die Aufnahmen fanden in 3 verschiedenen Studios statt, die sich jedoch alle in Kalifornien befinden.
Bereits im Juni 2010 tauchte im Internet eine frühe Version des Songs Skumfuk auf, welche sich neben einem etwas anderem Mix von der späteren Albumversion jedoch dahingehend unterscheidet, dass der Version auf dem Album noch ein längeres, ruhiges Intro vorangestellt wird. Seit der Veröffentlichung des Albums verwenden Sum 41 die Bezeichnung Skumfuks für ihre Fans.

## Titelliste
| #   | Titel                                                                     | Länge |
| --- | ------------------------------------------------------------------------- | ----- |
| 1.  | Reason to Believe                                                         | 3:28  |
| 2.  | Screaming Bloody Murder                                                   | 3:24  |
| 3.  | Skumfuk                                                                   | 3:24  |
| 4.  | Time for You to Go                                                        | 3:01  |
| 5.  | Jessica Kill                                                              | 2:50  |
| 6.  | What Am I to Say                                                          | 4:12  |
| 7.  | Holy Image of Lies                                                        | 3:47  |
| 8.  | Sick of Everyone                                                          | 3:05  |
| 9.  | Happiness Machine                                                         | 4:48  |
| 10. | Crash                                                                     | 3:19  |
| 11. | Blood in My Eyes                                                          | 4:17  |
| 12. | Baby You Don't Wanna Know                                                 | 3:34  |
| 13. | Back Where I Belong                                                       | 3:41  |
| 14. | Exit Song                                                                 | 1:42  |
| 15. | Reason to Believe (Acoustic) (Bonus-Track der japanischen iTunes-Version) | 2:38  |
| 16. | We're the Same (Bonus-Track der japanischen Edition)                      | 4:10  |